# UN Käerjéng 97
Der UN Käerjeng 97 ist ein luxemburgischer Fußballverein aus Niederkerschen. Die Vereinsfarben sind Rot und Blau. Seine Heimspiele trägt der Verein seit November 2011 im neu gebauten Centre Sportif „Käerjenger Dribbel“ (2.500 Plätze) in Niederkerschen aus. Das alte, bis dahin genutzte Stadion „Um Bechel“ in Oberkerschen wurde 2012 abgerissen.

## Geschichte
1997 wurde der Verein durch die Fusion von US Bascharage und Jeunesse Hautcharage gegründet.
In der Saison 2014/15 erreichte man den 12. Platz in der BGL Ligue und musste in die Relegation. Hier verlor man 0:3 gegen den FC UNA Strassen und musste in der Saison 2015/16 in der zweitklassigen Ehrenpromotion spielen. Nach nur einer Saison in der Zweitklassigkeit erfolgte der sofortige Aufstieg zurück in die BGL Ligue, dem jedoch umgehend der erneute Abstieg folgte.
2022 gelang die Rückkehr in die BGL Ligue. Am Ende der Saison 2022/23 gelang der Klassenerhalt durch ein 3:2 im Barragespiel gegen Sporting Bettemburg. Ein Jahr später musste der Klub als 13. erneut in die Relegation. Diesmal unterlag Käerjéng dem Vierten der Ehrenpromotion, der US Hostert, mit 1:3 nach Verlängerung und stieg aus der BGL Ligue ab.

## Vorgängervereine

### US Bascharage
- gegründet 1928
- keine nennenswerten Erfolge

### Jeunesse Hautcharage
Gegründet 1919, war der größte Erfolg der Vereinsgeschichte der Gewinn des nationalen Pokals 1971, der Coupe de Luxembourg. Als Drittligist bezwang man im Finale Jeunesse Esch mit 4:1 nach Verlängerung. Im darauffolgenden Jahr spielte der Verein daraufhin im Europapokal der Pokalsieger. In der 1. Runde traf man auf die englische Mannschaft FC Chelsea und verlor zuhause 0:8 und auswärts mit 0:13. In der höchsten Liga Luxemburgs, der Nationaldivision, spielte man nur in der Saison 1981/82 und belegte den 11. Platz.

## Erfolge
In der Saison 2005/06 stieg man erstmals in die Nationaldivision auf, die auf dem 8. Platz beendet wurde.
Als Pokalfinalist der gleichen Saison qualifizierte sich der Verein für die UEFA-Cup-Qualifikation, wo die Mannschaft auf den fünffachen norwegischen Meister Lillestrøm SK traf. Nach dem verlorenen Hinspiel gewann Käerjéng das Rückspiel mit 1:0 und zog überraschend in die 2. Qualifikationsrunde ein, wo sie dann allerdings an Standard Lüttich scheiterte.
In der Saison 2008/09 stand man zum zweiten Mal im Pokalfinale, das allerdings mit 0:5 verloren ging. Da sich Finalgegner F91 Düdelingen allerdings als Meister für die Champions League qualifizierte, nahm UN Käerjéng als Pokalfinalist in der Saison 2009/10 an der Europa League teil, unterlag dort jedoch in der 1. Qualifikationsrunde in beiden Spielen gegen Anorthosis Famagusta aus Zypern.
Durch einen dritten Platz in der Saison 2010/11 qualifizierte sich Käerjéng erneut für die Europa League. In der 1. Qualifikationsrunde spielte man gegen BK Häcken aus dem schwedischen Göteborg. Das Hinspiel im Nationalstadion Josy Barthel endete 1:1. Käerjéng war in der 85. Minute in Führung gegangen, die Schweden konnten in der Nachspielzeit jedoch ausgleichen. Das Rückspiel im Gamla Ullevi in Göteborg wurde mit 1:5 verloren.
Zu erwähnen ist auch der Erfolg der Scolaires (dt. C-Jugend) im Jahre 2003, die nach einer grandiosen Saison luxemburgischer Meister wurden.

## Europapokalbilanz
UN Käerjéng 97
| Saison  | Wettbewerb         | Runde                  | Gegner               | Gesamt    | Hin     | Rück    |
| ------- | ------------------ | ---------------------- | -------------------- | --------- | ------- | ------- |
| 2007/08 | UEFA-Pokal         | 1. Qualifikationsrunde | Lillestrøm SK        | (a)2:2(a) | 1:2 (A) | 1:0 (H) |
| 2007/08 | UEFA-Pokal         | 2. Qualifikationsrunde | Standard Lüttich     | 0:4       | 0:3 (H) | 0:1 (A) |
| 2009/10 | UEFA Europa League | 1. Qualifikationsrunde | Anorthosis Famagusta | 1:7       | 0:5 (A) | 1:2 (H) |
| 2011/12 | UEFA Europa League | 1. Qualifikationsrunde | BK Häcken            | 2:6       | 1:1 (H) | 1:5 (A) |

Gesamtbilanz: 8 Spiele, 1 Sieg, 1 Unentschieden, 6 Niederlagen, 5:19 Tore (Tordifferenz −14)
Jeunesse Hautcharage
| Saison  | Wettbewerb                  | Runde    | Gegner     | Gesamt | Hin     | Rück     |
| ------- | --------------------------- | -------- | ---------- | ------ | ------- | -------- |
| 1971/72 | Europapokal der Pokalsieger | 1. Runde | FC Chelsea | 0:21   | 0:8 (H) | 0:13 (A) |

Gesamtbilanz: 2 Spiele, 2 Niederlagen, 0:21 Tore (Tordifferenz −21)